# Illes Malvines

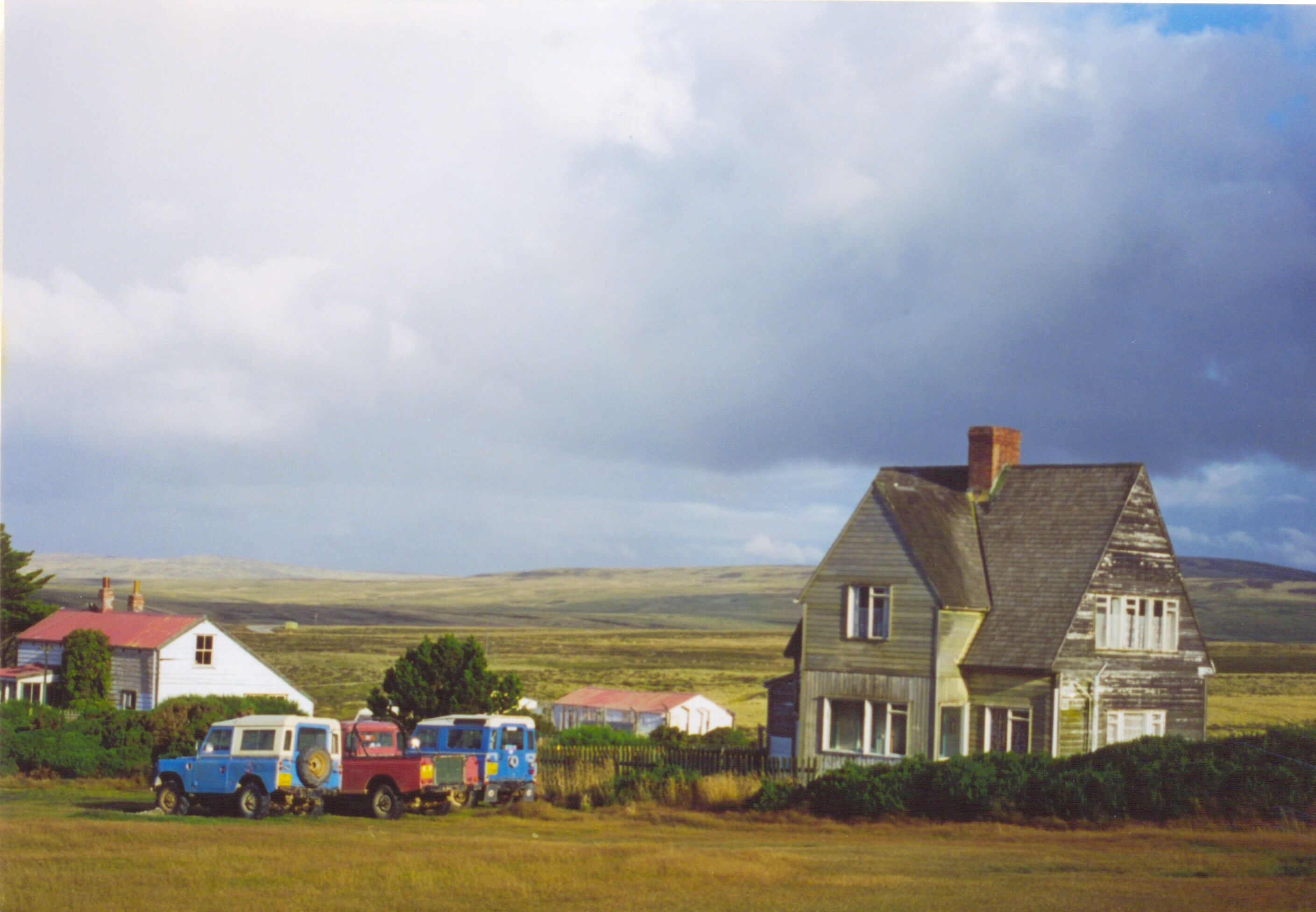
Granja al camp

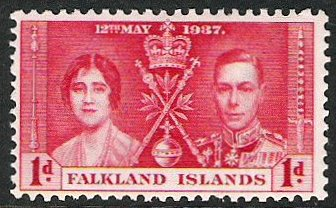
Un segell de les Falkland commemoratiu de la coronació del rei Jordi VI del Regne Unit

Les illes Malvines, o illes Falkland (en anglès Falkland Islands), són un arxipèlag britànic situat al sud de l'oceà Atlàntic, a una distància mínima de la Patagònia de 480 km, a uns 772 km del cap d'Hornos, com també 1.080 km a l'oest de Shag Rocks (Illes Geòrgia del Sud i Sandwich del Sud) i 940 km al nord del Territori Britànic de l'Antàrtida, el qual inclou regions reclamades per Xile o l'Argentina a l'Antàrtida.
L'arxipèlag està format per dues grans illes: Soledad (en anglès East Falkland) i Gran Malvina (en anglès West Falkland), i 776 petites illes. La ciutat de Port Stanley, situada a l'Illa Soledad -també anomenada Malvina Oriental-, n'és la capital. El clima és subantàrtic.

## Estatus
Les illes constitueixen un territori autònom d'ultramar del Regne Unit, que l'Argentina ha reclamat des de la reafirmació de la sobirania britànica el 1833. L'Argentina no reconeix la sobirania britànica sobre les illes (reclamació que ha estat presentada a l'ONU en múltiples oportunitats) i les inclou dintre dels seus territoris.
Per a fer efectiva la seva reclamació, l'abril de 1982 l'Argentina va ocupar les illes, i això va originar la Guerra de les Malvines, que, durant dos mesos, enfrontà l'Argentina i el Regne Unit fins que, finalment, els britànics aconseguiren alliberar l'arxipèlag de l'ocupació argentina.
Després d'acabada la guerra, a les Malvines hi ha hagut un important creixement econòmic sobretot en el sector turístic i el pesquer. D'ençà de 1983, als habitants de les Malvines se'ls reconeix com a ciutadans britànics de ple dret mentre que, segons la llei argentina, poden optar a la nacionalitat d'aquell país. Ara bé, els habitants de l'arxipèlag, persones de llengua i cultura britàniques, rebutgen qualsevol identificació amb l'Argentina.

## Toponímia
El nom anglès d'Illes Falkland prové de l'expedició duta a terme el 1690 pel navegant John Strong, qui va donar aquest nom a l'arxipèlag en honor del seu patró el vescomte de Falkland.
El 1764, l'expedicionari francès Louis Antoine de Bougainville va donar a l'arxipèlag el nom Îles Malouines perquè els mariners i pescadors que s'hi establiren eren originaris del port de Sant-Maloù (Bretanya), derivat al seu torn del nom de Sant Maclovi d'Aleth. Aquest nom d'Îles Malouines, a més de ser el que s'usa en francès, és el que ha donat origen a la denominació en castellà Islas Malvinas, emprada a l'Argentina, i a tots els països hispànics.
Arran de la reivindicació argentina sobre l'arxipèlag, els habitants de les illes consideren ofensiu l'ús de topònims en castellà per referir-se a les Malvines, principalment si es tracta de noms associats amb la invasió argentina de 1982. Així, el general Sir Jeremy Moore no va permetre que al document de rendició dels argentins hi figurés el nom Islas Malvinas perquè ho considerava un acte de propaganda.
La denominació ISO de l'arxipèlag és Falkland Islands (Malvinas).

## Història

### Introducció
D'ençà que hi arribaren els colonitzadors europeus, les potències imperials de França, Gran Bretanya i Espanya van reclamar la possessió de l'arxipèlag on hi havien establert assentaments, que posteriorment van abandonar. El 1770, el domini d'aquestes illes va estar a punt de provocar una guerra de l'aliança franco-espanyola contra la Gran Bretanya. Després de proclamar-se independent d'Espanya el 1816, les Províncies Unides del Riu de la Plata, estat antecessor de l'actual Argentina, es consideraren hereves dels antics drets de la Corona espanyola sobre les illes. Al seu torn, la Gran Bretanya va reprendre la possessió de les illes el 1833 després de la destrucció de l'assentament argentí a Port Louis pel vaixell americà Lexington el 28 de desembre de 1831.
Malgrat la ininterrompuda presència britànica des de 1833, l'Argentina continua reclamant la seva sobirania sobre les illes, contenciós que el 1982, la Junta Militar Argentina, presidida aleshores pel general Galtieri, va usar com a pretext per ocupar les Malvines, la qual cosa va donar origen a una guerra, resolta al cap de dos mesos amb la retirada argentina de l'arxipèlag.

### L'època colonial
Generalment, es considera que les Illes Malvines estaven deshabitades quan hi van arribar els colonitzadors europeus, tot i que s'esmenten alguns indicis d'ocupació de les illes per pobles pre-colombins procedents de la Patagònia o de la Terra del Foc com ho són ara:
- L'existència de l'espècie, avui dia extingida, de la Guineu de les Malvines, que potser l'haurien introduïda aquests pobladors; tanmateix, aquest animal hauria pogut arribar a l'arxipèlag travessant un pont de terra que la uniria amb el continent en una era glacial en què el nivell del mar seria molt més baix que ara.
- La troballa d'elements que semblen ser restes de fletxes o d'una canoa.

Ara per ara, es considera el mariner holandès Sebald de Weert, que hi feu cap a l'any 1600, com el primer europeu que arribà a l'arxipèlag, el qual, en alguns mapes holandesos del segle xvii, rep el nom d'"Illes Sebald". Cap al gener de 1690, el mariner anglès John Strong, capità del Welfare, es dirigia cap a Puerto Deseado (Patagònia); tanmateix, els vents adversos el dugueren cap a les Illes Sebald. Després de navegar entre les dues principals illes de l'arxipèlag, va denominar la llenca de mar que les separava "Canal Falkland" en honor del vescomte de Falkland, finançador de l'expedició. I, aviat, a Anglaterra, el nom Falkland va passar a designar el conjunt de l'arxipèlag.
El primer assentament a les Malvines, anomenat Port Louis, el fundà el navegant i militar francès Louis Antoine de Bougainville el 1764 a l'illa Soledad (East Falkland). Tanmateix, el gener de 1765, el capità britànic John Byron, desconeixedor de l'assentament francès, va explorar l'illa Saunders, on va fundar-hi Port Egmont, va navegar per les altres illes, i en prengué possessió en nom del rei Jordi III del Regne Unit; el 1766, es va crear un assentament britànic a Port Egmont. Per altra banda, aquell mateix any de 1766, Espanya va comprar la colònia francesa i, el 1767, va posar les illes sota l'autoritat d'un governador subordinat al govern colonial de Buenos Aires. El 1770, els espanyols atacaren Port Egmont i expulsaren els britànics de les illes; aquest fet va estar a punt de desembocar en una guerra, ara bé, el 1771, un tractat de pau va permetre els britànics de tornar a Port Egmont, sense que cap de les parts renunciés a la seva sobirania.
En el moment d'esclatar la Guerra d'Independència dels Estats Units, la Gran Bretanya, pressionada per les necessitats econòmiques de la lluita contra els independentistes de les Tretze Colònies, va decidir, unilateralment, retirar-se d'algunes de les seves possessions d'ultramar, tal com ho va fer a les Malvines el 1774; tot i així, hi va deixar una placa commemorativa reivindicant-hi els seus drets. D'ençà d'aleshores, l'única autoritat a l'arxipèlag fou la de la Corona Espanyola, exercida per mitjà del virrei del Riu de la Plata, establert a Buenos Aires. Les illes van continuar sent utilitzades per caçadors de foques i baleners britànics, tot i que l'assentament de Port Egmont va ser destruït pels espanyols el 1780.
El 1816, quan es declarà independent d'Espanya, la Junta de Buenos Aires, aplicant el principi jurídic uti possidetis, va reclamar la sobirania sobre les Malvines, al·legant que havien format part de l'antic Virregnat del Riu de la Plata, amb capital a Buenos Aires, el qual, però, també comprenia els actuals Uruguai, Paraguai i Bolívia. El 6 de novembre de 1820, el coronel David Jewett va hissar la bandera de les Províncies Unides del Riu de la Plata a Port Louis. Jewett era un corsari americà al servei de l'home de negocis Patrick Lynch, per al qual dirigia la fragata Heroina mitjançant una patent de cors atorgada pel Suprem Director de Buenos Aires Jose Rondeau. El 1828, les autoritats del Riu de la Plata construïren una colònia penal a les Malvines i hi nomenaren governador Luis Vernet. Ara bé, aquest assentament fou destruït el 1831 per vaixells de guerra americans després que el governador Vernet hagués capturat uns vaixells baleners dels Estats Units arran d'una disputa sobre drets de pesca. Pel novembre de 1832, les Províncies Unides enviaren un altre governador a l'arxipèlag, el qual, però, fou assassinat durant un motí.
Els britànics tornaren a les Malvines el gener de 1833 i informaren el comandant argentí que hi reprenien la sobirania. Els habitants de l'illa podien quedar-s'hi i continuar les seves activitats amb la condició d'obeir les noves autoritats. L'irlandès Matthew Brisbane, antic col·laborador de Luis Vernet, fou nomenat nou governador de les illes pels britànics. Els britànics van governar la deshabitada Illa de Geòrgia del Sud, que havia estat reclamada pel capità James Cook el 1775, com a dependència de les illes Malvines.

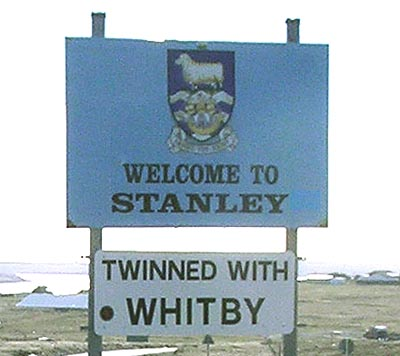
Indicador de carretera cap a Port Stanley

La marina britànica va construir una base a Port Stanley, amb la qual, les Malvines esdevingueren un punt estratègic per a la navegació pel Cap d'Hornos, tal com es veié durant la Primera Guerra Mundial, en què la flota britànica derrotà l'alemanya a la batalla de les Illes Malvines (desembre de 1914), i també a la Segona Guerra Mundial en què Port Stanley fou la base de la marina britànica en la batalla del Riu de la Plata contra la flota alemanya.

### Les reivindicacions argentines
Argentina, que mai no renuncià a les seves reivindicacions sobre les illes, va veure la creació de l'Organització de les Nacions Unides (1945) com una mitjà de fer valer els seus drets davant de la comunitat internacional. Així, el 1945, en el moment de signar la Carta de les Nacions Unides, Argentina va afirmar que el document garantia els seus drets de sobirania sobre les illes, així com el dret a recuperar-les. Per la seva banda, els britànics van respondre que, una condició prèvia imprescindible per a l'aplicació de la Resolució 1514 de l'ONU sobre la descolonització dels territoris sota dominació estrangera era que els habitants de les Malvines votessin a favor de la retirada dels britànics en un referèndum convocat per decidir sobre la qüestió.

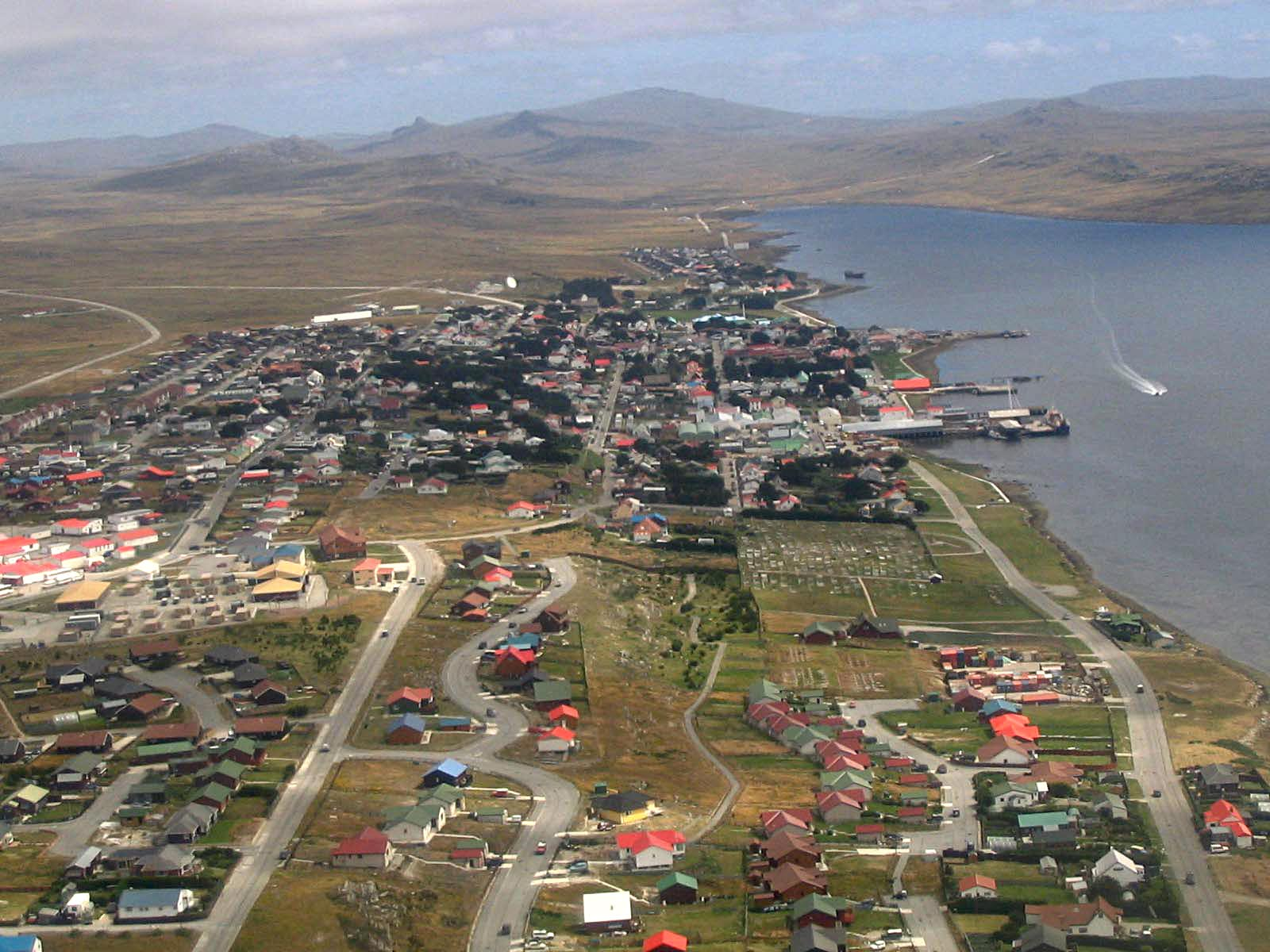
Port Stanley

Durant la dècada de 1960, van tenir lloc converses entre els ministeris d'afers estrangers britànic i argentí, però no s'arribà a cap acord. El principal escull de la negociació era que els dos milers d'habitants de l'arxipèlag, persones de llengua i cultura angleses, s'estimaven més que les Malvines continuessin sota domini britànic, ja que no sentien cap mena d'identificació nacional amb l'Argentina.
El trànsit aeri entre les Malvines i l'Argentina deixà de funcionar el 1971 quan les Forces Aèries Argentines van començar a dur a terme maniobres amfíbies entre Comodoro Rivadavia (Patagònia) i Port Stanley. Al final, britànics i argentins acordaren establir una línia de vols de dos per setmana, que funcionà fins a 1982, els quals foren l'única línia aèria de les illes.

### La guerra de les Malvines

#### El conflicte

La bandera de les Malvines fou prohibida quan l'Argentina va envair el 2 d'abril de 1982

El 1982, l'Argentina, encoratjada per la progressiva reducció dels efectius militars del Regne Unit a l'àrea meridional de l'Atlàntic, va envair les Illes Malvines, i també d'altres possessions britàniques properes com ara les Illes Geòrgia del Sud i Sandwich del Sud. Amb aquesta acció, la Junta Militar, al poder des de 1976, pretenia perpetuar-se amb una maniobra d'afirmació nacional que servís per calmar el descontentament popular per la seva pèssima gestió econòmica i per la brutalitat de la seva repressió, amb milers de morts i desapareguts, contestada pel moviment de les Madres de la Plaza de Mayo.
Immediatament, el Consell de Seguretat de l'ONU va aprovar la Resolució 502 en la qual demanava a l'Argentina que retirés les seves forces de l'arxipèlag i a totes dues parts arribar a una solució negociada. Dins de la comunitat internacional, tot Amèrica Llatina, menys Xile, va donar suport a l'Argentina mentre que Europa, amb l'excepció d'Espanya, va alinear-se amb el Regne Unit, al qual també feren costat els països de la Commonwealth i els Estats Units.
Després de breus però dures batalles navals i aèries, els britànics van aconseguir desembarcar a San Carlos Water el 21 de maig, i després d'una ofensiva terrestre, van aconseguir la rendició dels argentins el 14 de juny. Un cop acabada la guerra, el Regne Unit va incrementar la seva presència militar a les Malvines.

#### Les conseqüències
El fracàs en la invasió de les Malvines, va dur a l'Argentina primer, la dimissió del general Leopoldo Galtieri com a cap de la Junta Militar i, després, a la caiguda de la Dictadura el 1983, cosa que va portar a la celebració d'unes eleccions democràtiques on sortí elegit President de la República Raúl Alfonsín.
El 1992, el Regne Unit i l'Argentina reprengueren les relacions diplomàtiques. Sis anys després, com a protesta per l'arrest a Londres de l'ex-dictador Augusto Pinochet, el govern xilè va prohibir els vols entre Punta Arenas i Port Stanley, deixant així les Malvines aïllades de la resta del món. Com que l'Uruguai i el Brasil no van voler permetre vols directes cap a les illes, el govern de l'arxipèlag va haver d'obrir negociacions amb l'Argentina, la qual va autoritzar vols amb Port Stanley a condició que es permetés als ciutadans argentins visitar les Malvines. El 2001, el primer ministre Tony Blair es convertí en el primer governant britànic a visitar l'Argentina després de la guerra. Per la seva banda, en la campanya presidencial argentina del 2003, Néstor Kirchner va manifestar que per a ell la qüestió de l'arxipèlag era prioritària, i, després, en el vint-i-dosè aniversari de l'expedició, el president Kirchner proclamà en un discurs que un dia les illes tornarien a formar part de l'Argentina.
El contenciós de les Malvines es va presentar de nou al comitè de l'ONU el juny del 2003, i s'han intentat obrir converses amb el Regne Unit. El 2 d'abril del 2007, en el vint-i-cinquè aniversari de la invasió, l'Argentina va plantejar de nou la seva reivindicació sobre les illes, demanant obrir converses al govern britànic. Ara bé, segons l'opinió de les institucions i dels habitants de l'arxipèlag, no hi ha cap contenciós a resoldre perquè la població de les Malvines es manté del tot lleial al Regne Unit, el qual, des de l'1 de gener de 1983, reconeix la plena ciutadania britànica als habitants de l'arxipèlag.

#### Referèndum
Entre els dies 11 i 12 de març de l'any 2013, les illes Malvines van fer una votació/referèndum per saber si els habitants de l'arxipèlag volien seguir estant al Regne Unit o no, permetent-li la independència en cas que sortís negatiu. Els resultats van ser:
- 1.518 persones (92% dels vots totals): sí
- 3 persones: no
- La resta va significar l'abstenció.

De manera que, per una majoria absoluta, aquestes illes segueixen formant part del territori britànic. De fet, el resultat del referèndum ja es podia preveure, ja que gairebé tothom, durant aquells dies, portava com a mínim una bandera del Regne Unit.

## Geografia

Mapa de l'Arxipèlag

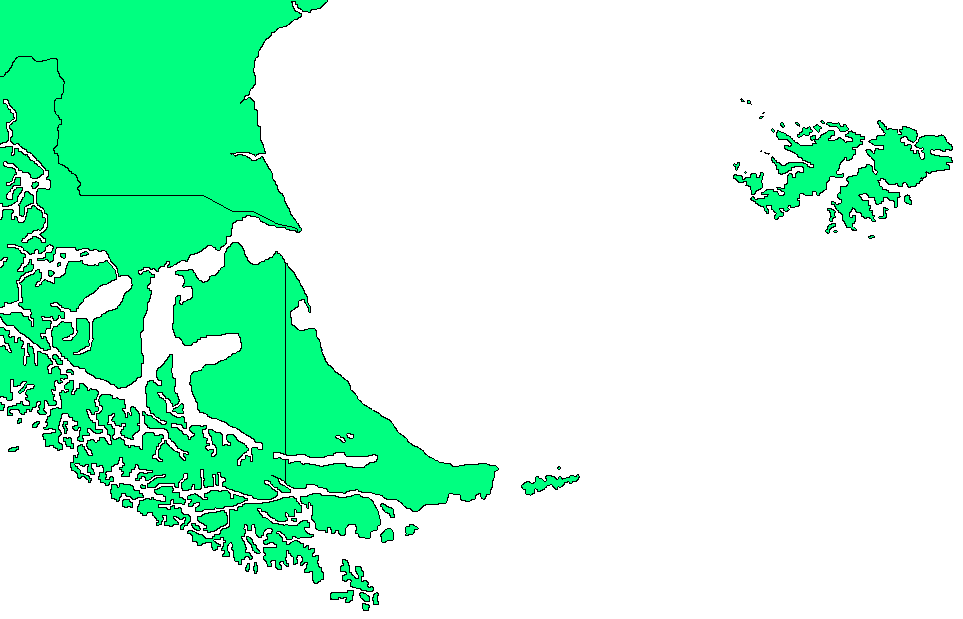
Situació de les Malvines respecte de l'Argentina i de les parts xilenes de la Patagònia i de la Terra del Foc

Gran part del territori de l'arxipèlag, que ocupa uns 12.173 km², correspon a les dues illes principals, separades pel Canal de Malvines. A Soledad, hi ha la capital, Port Stanley, i hi resideix la majoria de la població. Totes dues illes tenen serralades muntanyoses, sent la més alta la de Mount Usborne (Soledad) amb uns 705 metres d'altitud. També hi ha algunes planes pantanoses, principalment a Lafonia, a la part meridional de Soledad. Una gran part del territori de l'arxipèlag s'usa per pasturar-hi ovelles.
Entre les illes petites, situades al voltant de les grans, hi ha Barren Island, Beaver Island, Bleaker Island, Carcass Island, George Island, Keppel Island, Lively Island, New Island, Pebble Island, Saunders Island, Sealion Island, Speedwell Island, Staats Island, Weddell Island i West Point Island. Les Jason Islands es troben al nord-oest de l'arxipèlag, i Beauchene Island cap al sud. Speedwell Island i George Island estan separades de Soledad per Eagle Passage.
Les illes reivindiquen una zona d'aigües territorials de 12 milles nàutiques i una zona d'exclusió pesquera de 200 milles, cosa que provoca problemes amb l'Argentina.
Rodejades per les aigües fredes de l'oceà Atlàntic, durant l'any la diferència entre la mitjana de temperatures és de només 7 °C. Així, al gener (el pic de l'estiu a l'Hemisferi Sud) la temperatura mitjana és de 9 °C, que durant les hores centrals del dia pot ser de 13 °C, mentre que al juliol (en ple hivern), la mitjana de temperatures és de 2 °C, 4 °C a les hores centrals del dia. No hi ha gaire pluja però la humitat i la ventositat acostumen a ser altes. No acostuma a nevar-hi, però pot passar en qualsevol època de l'any.
En Biogeografia, les Malvines es consideren com a part de l'àmbit Neotropical, igual com l'Amèrica del Sud. La seva vegetació es considera de tipus antàrtic.

## Economia
La ramaderia ovina (cap al 2002, hi havia 583.000 ovelles a l'arxipèlag) ha estat tradicionalment la principal font d'ingressos de les illes, i encara té un pes molt important en l'economia local; una gran part de la llana d'alta qualitat s'exporta a la Gran Bretanya; tanmateix, a partir de 1984, s'han fet esforços per diversificar l'economia de les Malvines, els quals han convertit la pesca en la principal activitat i han desenvolupat el turisme.
El 75% de la pesca són calamars, i moltes de les exportacions es dirigeixen cap a Espanya. Quant al turisme, es van registrar uns 30.000 visitants el 2001; les illes han esdevingut un punt d'aturada per a creuers i una de les seves principals atraccions són els espais naturals amb pingüins, ocells de mar, lleons marins i foques; activitats recreatives que es poden dur a terme són visites a camps de batalla, jugar a golf i practicar el submarinisme.
La principal companyia de l'arxipèlag era la Falkland Islands Company (FIC), una empresa pública responsable de la major part de l'activitat econòmica de les illes, la qual, però, el 1991 va vendre's les granges al Govern de les illes. Actualment, la FIC disposa de franquícies a Stanley i es dedica a activitats navals i portuàries.
Les Malvines són autosuficients en tot menys en defensa, que la proporciona el Regne Unit; la despesa militar britànica significa una gran contribució a l'economia.

## Demografia

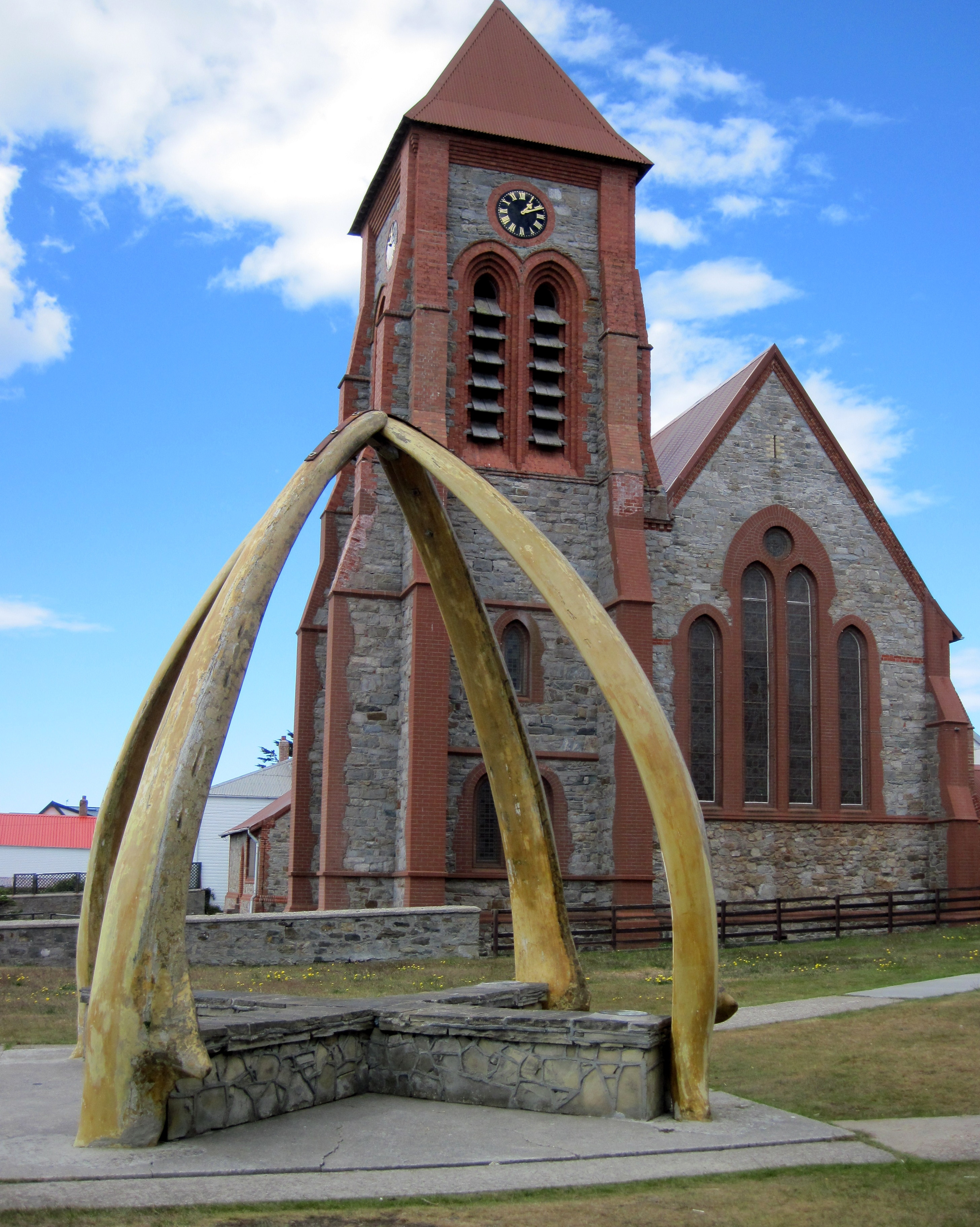
Christ Church Cathedral amb l'arcada d'os de balena a Port Stanley

El juliol del 2003, la població de les Malvines va estimar-se en uns 2.967 habitants, el 70% dels quals són d'ascendència britànica, com a resultat de la immigració gal·lesa i escocesa. També hi ha habitants d'origen francès, gibraltareny i portuguès; també hi ha sud-americans, la majoria, xilens i, darrerament, gent de l'illa de Santa Helena.